# Mont del Temple
El mont del Temple o Esplanada de les Mesquites és un lloc sagrat situat a la Ciutat Vella de Jerusalem, en territoris disputats per Israel i l'Autoritat Nacional Palestina. També és conegut com al-Hàram aix-Xarif (àrab: الحرم الشريف, al-Ḥaram ax-Xarīf, ‘el Noble Santuari’) pels musulmans i com Har Ha-Bayit (en hebreu: בית המק‎; ‘Mont de la Casa’ o ‘Mont del Temple’, en al·lusió a l'antic temple) pels jueus i cristians.

## El mont del Temple jueu
És el lloc més sagrat del judaisme perquè en el mont Moria se situa la història bíblica del sacrifici d'Isaac. El lloc de la pedra del sacrifici d'Isaac (la Sagrada Pedra d'Abraham) va ser escollit pel Rei David per construir un santuari que albergués l'objecte més sagrat del judaisme, l'Arca de l'Aliança.
Les obres van ser acabades per Salomó d'Israel en l'anomenat Primer Temple o Temple de Salomó, i es coneix només per les descripcions de la Bíblia, ja que va ser profanat i destruït per Nabucodonosor II el 587 aC, i motivà així el començament de l'exili dels jueus a Babilònia.
Anys després, es va construir el Segon Temple, que va ser destruït el 70 pels romans. Segons una tradició, amb l'excepció del mur occidental, conegut com a Mur de les Lamentacions, que encara hui dia es conserva i que constitueix el lloc d'oracions més important en la religió jueva. Segons la majoria d'arqueòlegs, es tracta en realitat d'un pany de la muralla romana d'Herodes. Segons la tradició jueva, és el lloc on caldrà construir el tercer i darrer temple a l'adveniment del Messies.
Segons l'ortodòxia jueva, els jueus tenen prohibit ingressar al mont del Temple perquè ho consideren un lloc sagrat i perquè hi hauria la possibilitat de violar el sancta sanctorum del desaparegut temple, és a dir, la zona on tan sols podia (i pot, fins i tot hui dia) ingressar el Summe Sacerdot. Poden ingressar-hi els cristians només si obeeixen unes estrictes regulacions.

## La mesquita musulmana
En el mont, se situen també dos dels temples més importants de l'islam construïts ambdós al segle vii:
- la Mesquita d'Al-Aqsa, que és la mesquita més gran de Jerusalem.
- la Cúpula de la Roca, que deu el seu nom al fet que es creu que té a l'interior la pedra sobre la qual Abraham es disposava a sacrificar el seu fill Ismael -segons la tradició islàmica-; els musulmans creuen que, també des d'aquesta mateixa pedra, va ser elevat Mahoma al cel. La cúpula és un dels llocs més representatius de la ciutat. Actualment, el mont és un dels llocs sagrats més disputats del món.

## Inici de la Segona Intifada
El 28 de setembre de 2000, després d'una visita d'Ariel Xaron al mont, va esclatar l'anomenada Intifada d'Al-Aqsa, fenomen que es va atribuir, en principi, al suposat caràcter provocador d'esta visita.
No obstant això, la Comissió Mitchell, encarregada d'estudiar els orígens de la Intifada, i d'examinar els disturbis i la repressió durant la visita de Xaron, va arribar a la conclusió que la visita no va ser la raó de l'inici de la Intifada d'Al-Aqsa, sinó que es remunta a la ruptura de les negociacions de Camp David el 25 de juliol de 2000.

## Gestió i accés

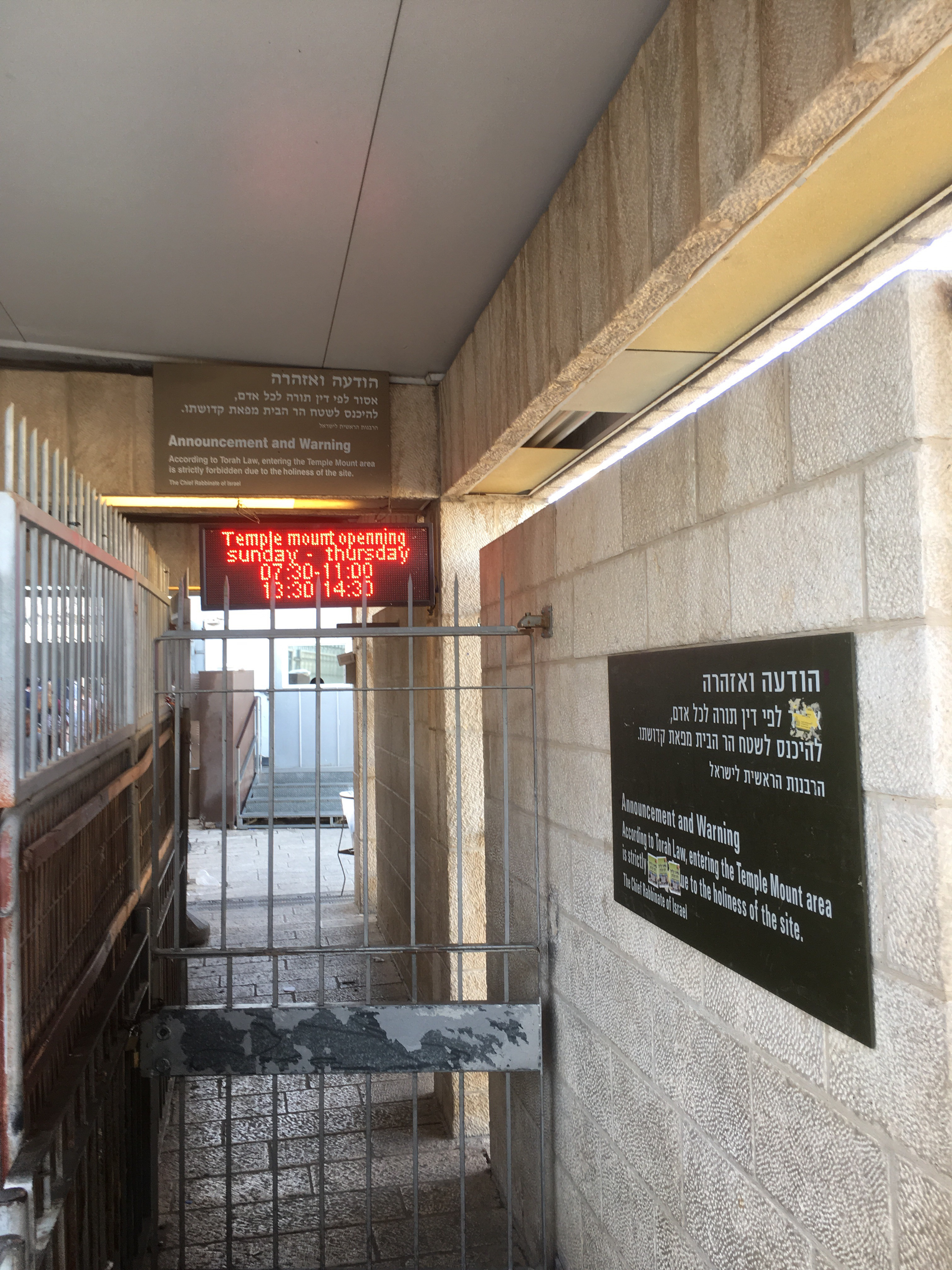
Una porta de seguretat que vigila l'entrada al recinte.

Un Waqf islàmic ha gestionat el Mont del Temple ininterrompudament des de la reconquesta musulmana del Regne Llatí de Jerusalem el 1187. El 7 de juny de 1967, poc després que Israel prengués el control de la zona durant la Guerra dels Sis Dies, el Primer Ministre Leví Eixkol va assegurar que "no es causarà cap mal als llocs sagrats per a totes les religions". Juntament amb l'ampliació de la jurisdicció i l'administració israelianes sobre Jerusalem Est, la Kenésset va aprovar la Llei de Preservació dels Llocs Sagrats, que garanteix la protecció dels Llocs Sagrats contra la profanació, així com la llibertat d'accés als mateixos. El lloc continua estant dins de la zona controlada per l'Estat d'Israel, i la seva administració segueix estant en mans del Waqf Islàmic de Jerusalem.
Encara que la llei consagra la llibertat d'accés, com a mesura de seguretat, el govern israelià imposa actualment la prohibició que els no musulmans resin al lloc. Els no musulmans que són observats resant al lloc són objecte d'expulsió per part de la policia. En diverses ocasions, quan es tem que els àrabs s'amotinin a l'esplanada i llencin pedres des de dalt cap a la plaça del Mur de les Lamentacions Israel ha impedit als homes musulmans menors de 45 anys resar al recinte, al·legant aquestes preocupacions. De vegades aquestes restriccions han coincidit amb les oracions de divendres durant el mes sagrat islàmic del Ramadà. Normalment, als palestins de Cisjordània se'ls permet accedir a Jerusalem només durant les festes islàmiques, i l'accés sol estar restringit als homes majors de 35 anys i a les dones de qualsevol edat que reuneixin els requisits per obtenir un permís de entrada a la ciutat. Als palestins residents a Jerusalem, que a causa de l'annexió de Jerusalem per part d'Israel són titulars de targetes de residència permanent israelianes, i als àrabs israelians, se'ls permet l'accés sense restriccions al Mont del Temple. La Porta dels Magrebins és l'única entrada al Mont del Temple accessible per als no musulmans.

## Galeria d'imatges

Mont del Temple
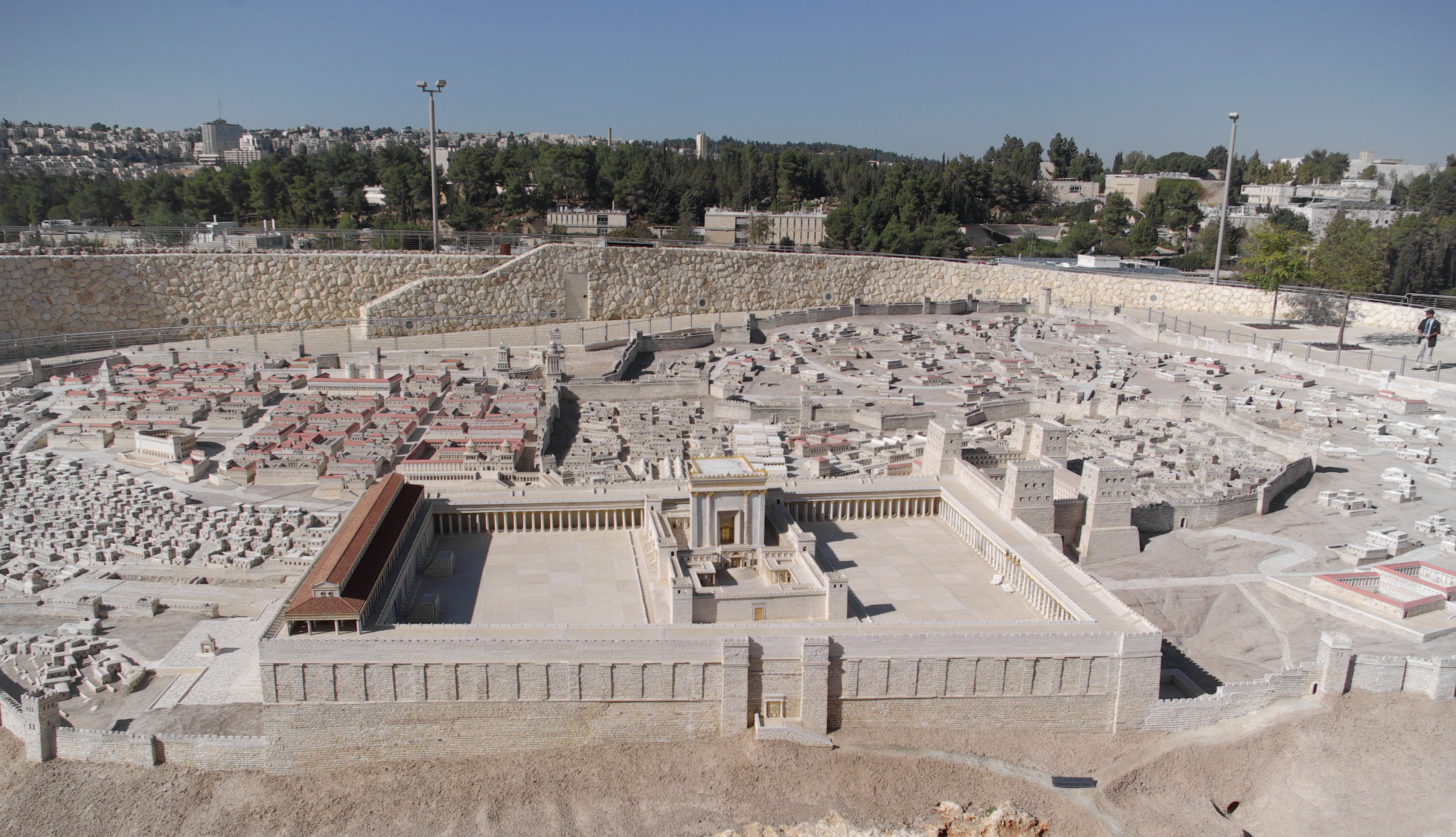
Maqueta del Segon Temple de Jerusalem.
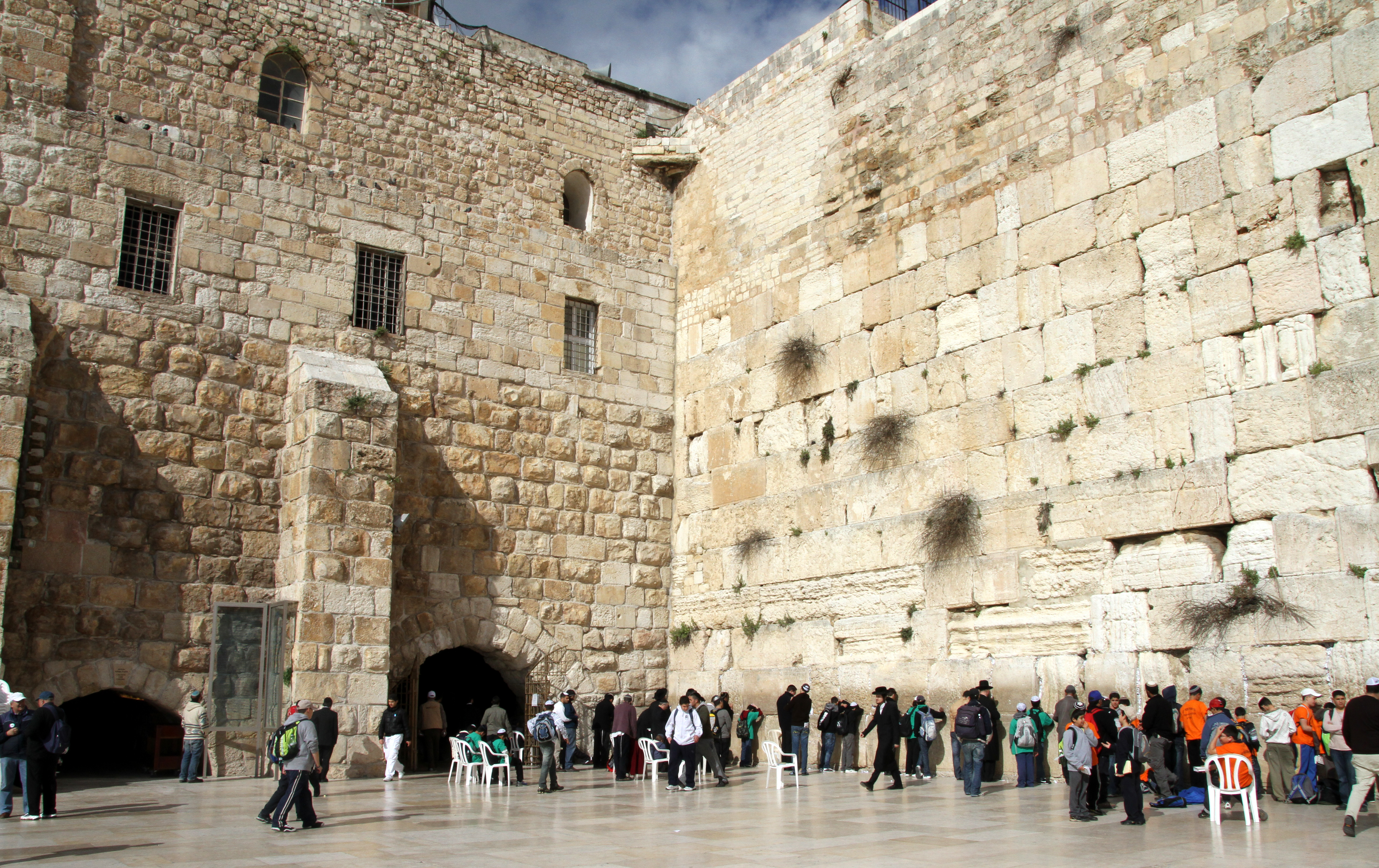
Mur de les Lamentacions.
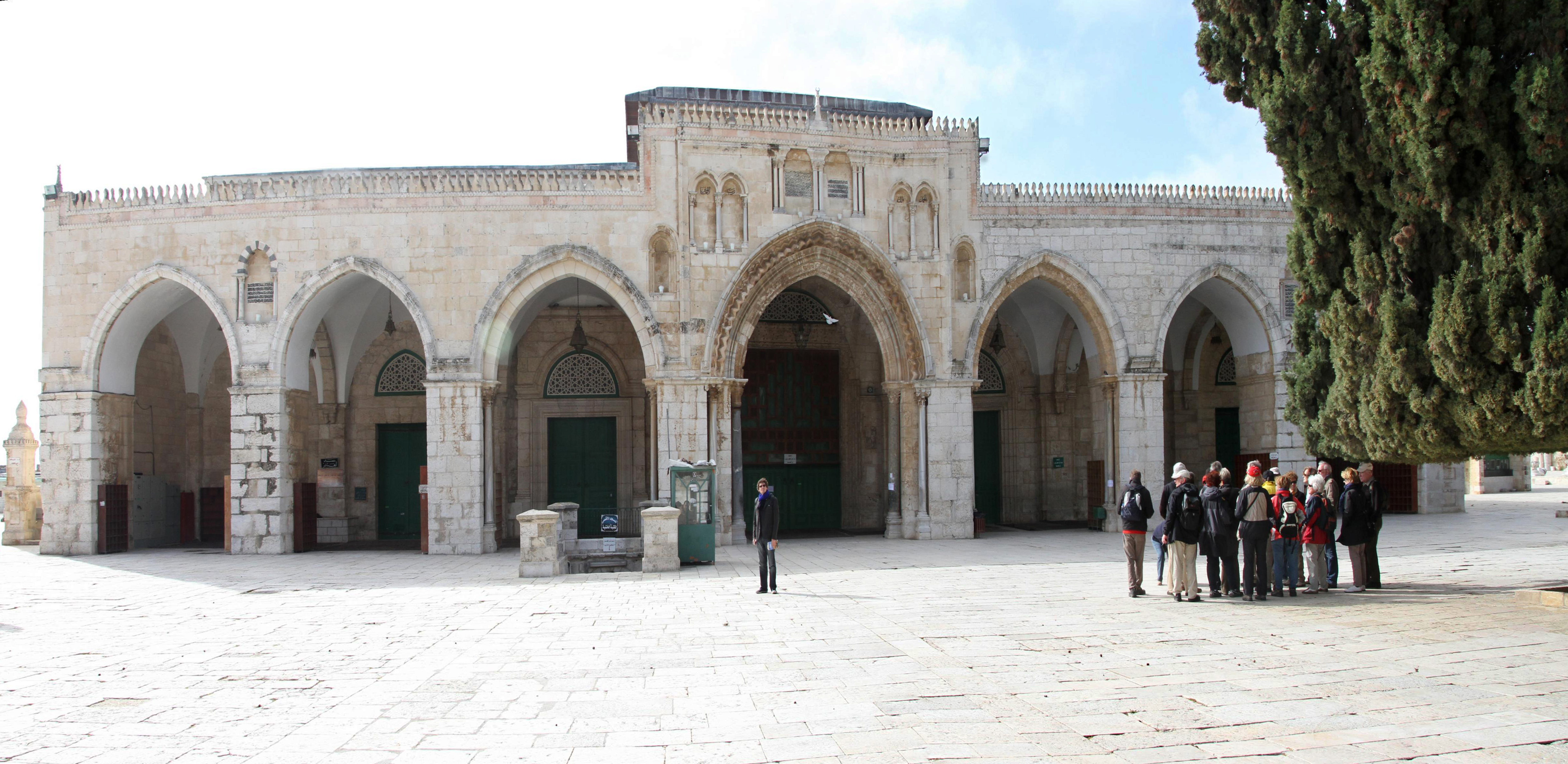
Mesquita d'Al-Aqsa.
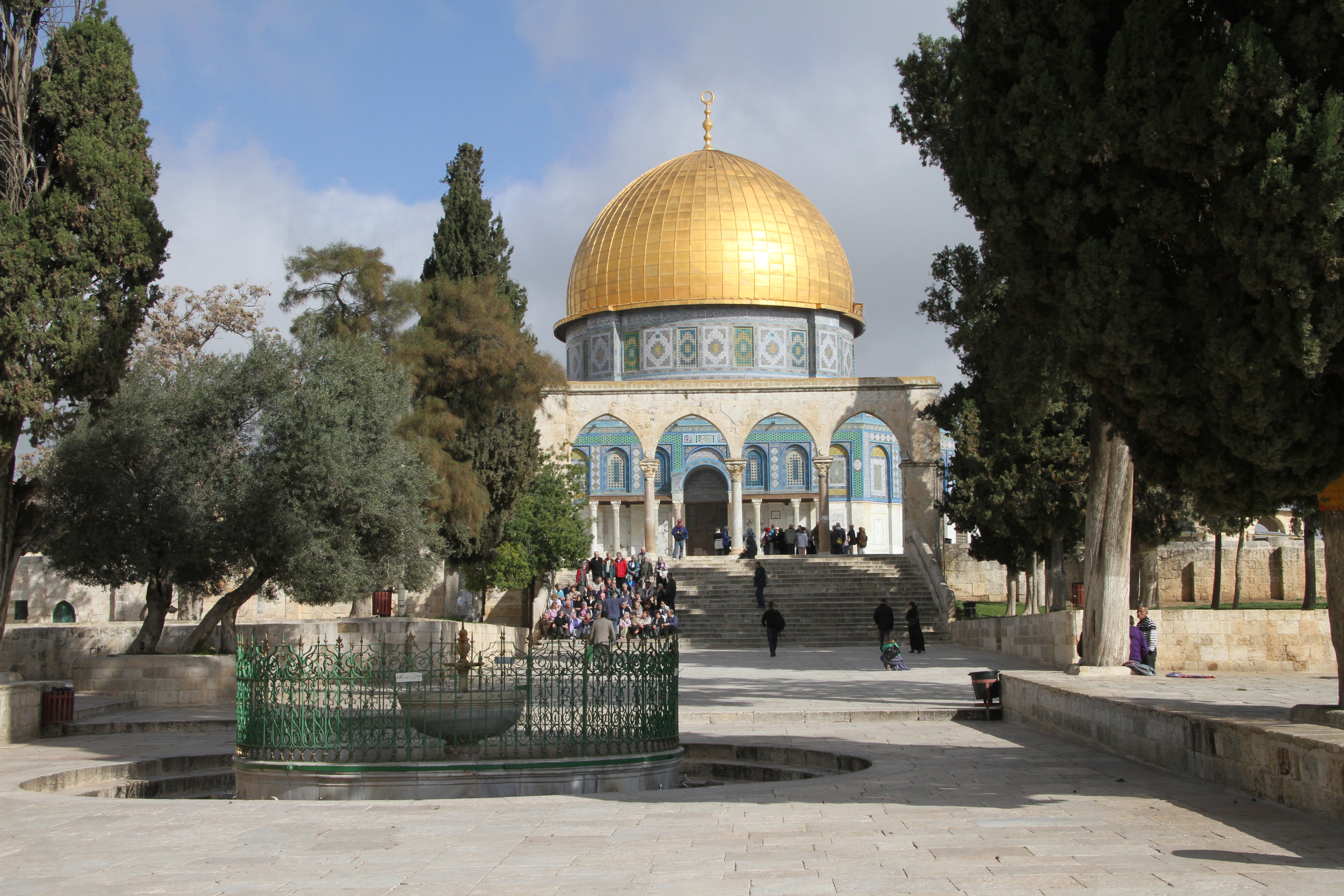
Cúpula de la Roca.
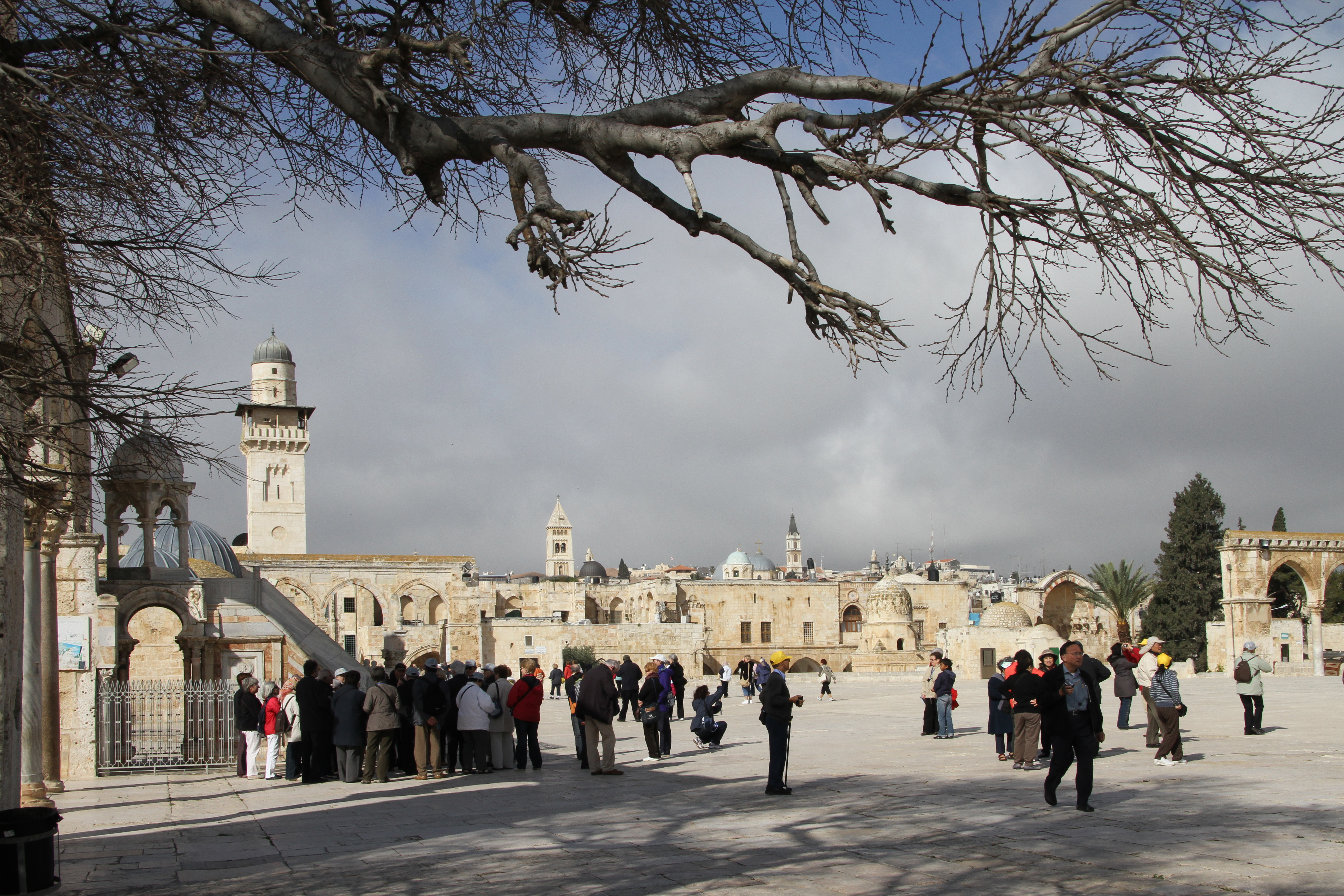
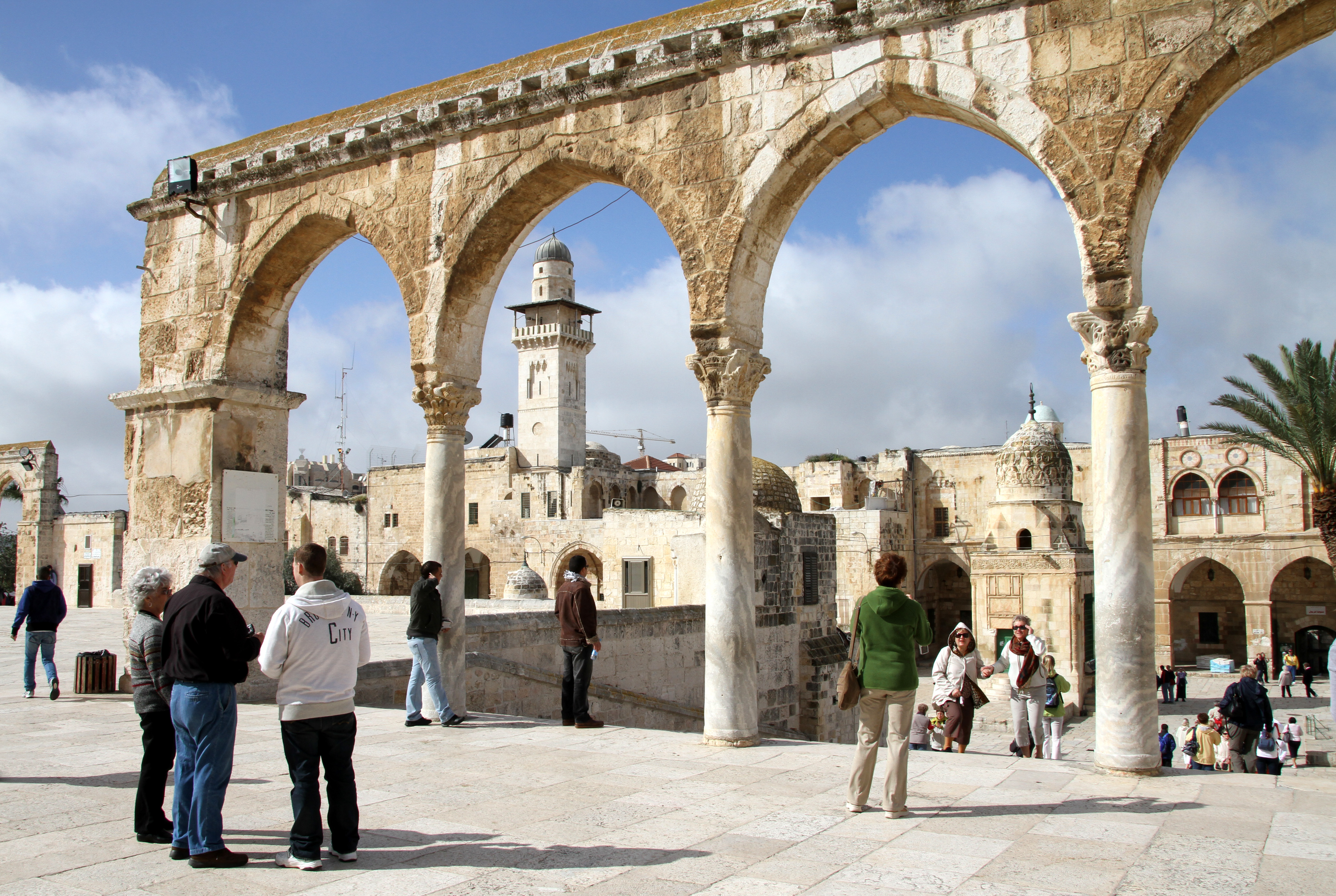
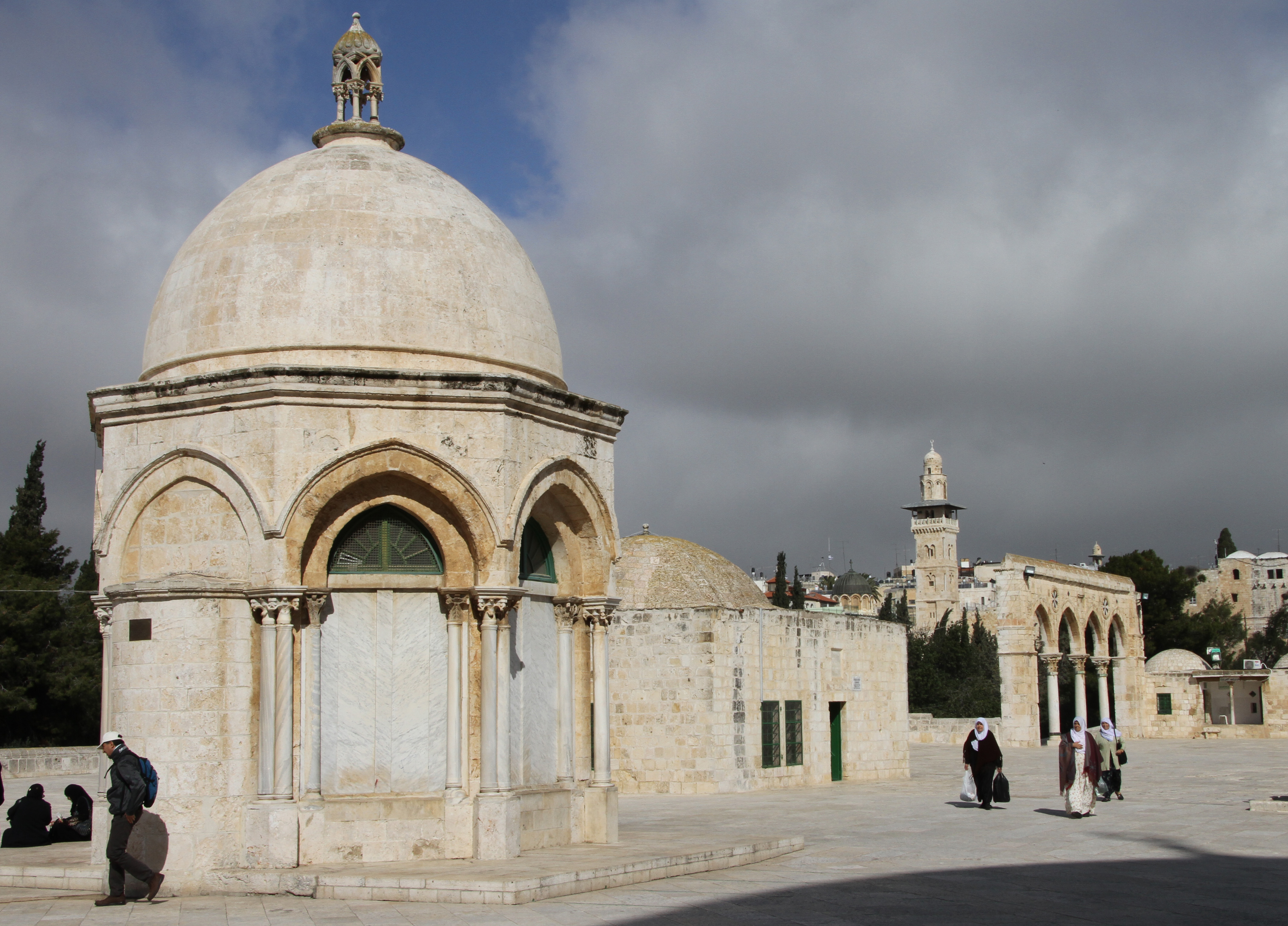